# Thoradonta spiculoba
Thoradonta spiculoba är en insektsart som beskrevs av Hancock, J.L. 1912. Thoradonta spiculoba ingår i släktet Thoradonta och familjen torngräshoppor. Inga underarter finns listade i Catalogue of Life.